# Gothpani
Gothpani (en népalais : गोठपानी) est un comité de développement villageois du Népal situé dans le district de Kavrepalanchok. Au recensement de 2011, il comptait 2 292 habitants.